# 卡提卜·雅辛

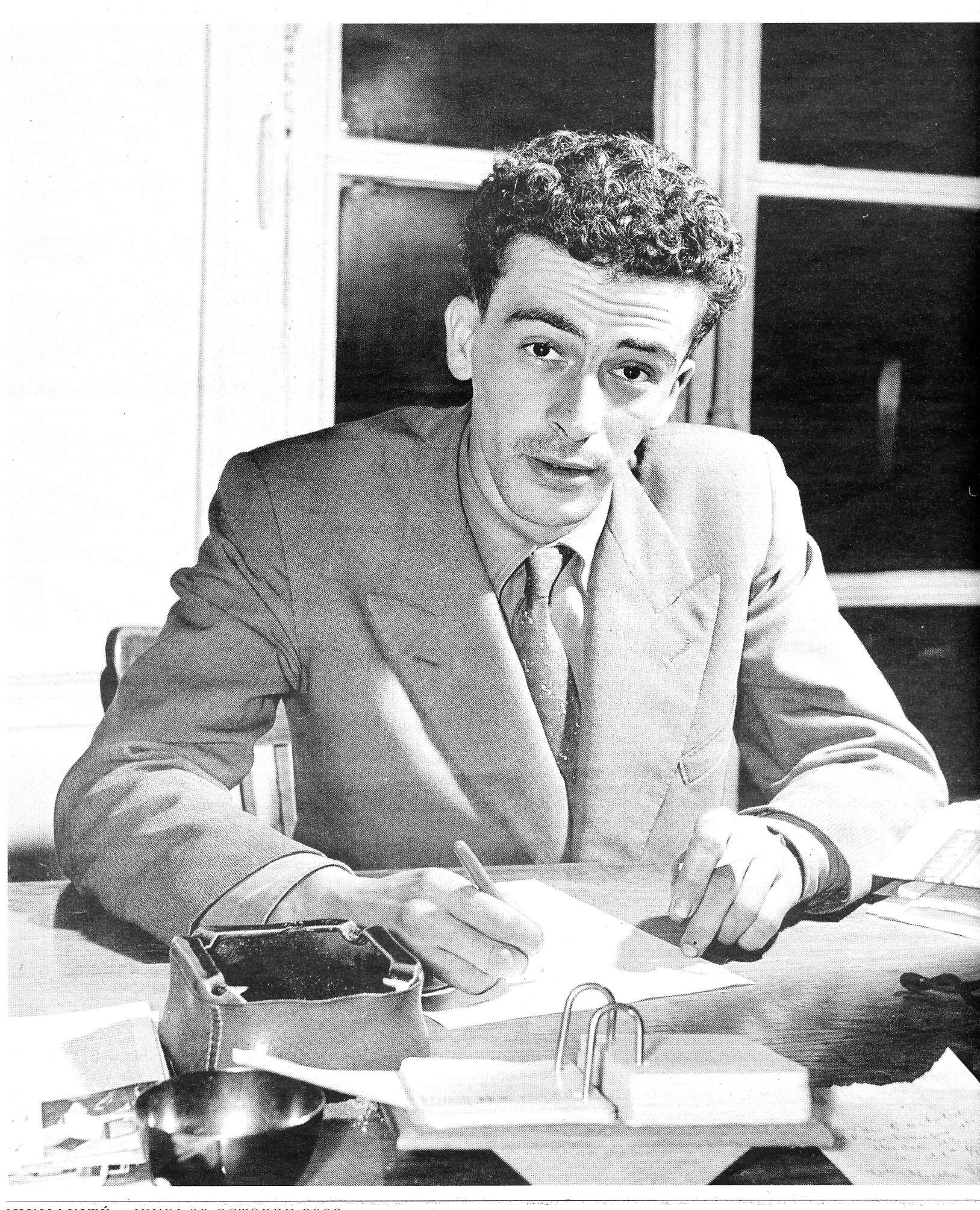
卡提卜·雅辛

卡提卜·雅辛（1929年8月2日或1929年8月6日– 1989年10月28日）是一位阿尔及利亚作家，他創作了不少法语和阿爾及利亞阿拉伯語的長篇小說和戏曲剧本。

## 生平
他生于苏格艾赫拉斯一個柏柏尔人家庭。 他的外祖父是一位卡迪，父亲是一名律师。卡提卜·雅辛于1937年进入一所伊斯蘭學校就讀， 1941年，他來到塞提夫一所中学就读。
1945年5月8日，塞提夫爆發反法國殖民的示威游行，當時卡提卜·雅辛参加了这些示威活动，最终這些遊行引發了塞蒂夫和盖勒马大屠杀。卡提卜·雅辛最終被逮捕并被监禁两个月。此後卡提卜·雅辛一直支持阿爾及利亞獨立。
1947年5月，卡提卜·雅辛加入阿尔及利亚共产党。